# Aeroportul Avaratra, Befandriana
Aeroportul Avaratra, Befandriana (IATA: WBD, ICAO: FMNF) este un aeroport din Madagascar.
aeroportul dispune de o singură pistă.